# Ruská
Ruská (Hongaars: Dobóruszka) is een Slowaakse gemeente in de regio Košice, en maakt deel uit van het district Michalovce.
Ruská telt 612 inwoners.
De gemeente is Hongaarstalig, in 2011 woonden er 477 Hongaren, 67 Roma en 60 Slowaken.
Ruska was de geboorteplaats van Dobó Istvan.
In de 16e eeuw was hij de verdediger van de stad Eger in Hongarije.
De streek werd aangevallen door de oprukkende Ottomanen.
In Eger staat vóór de kerk een groot beeld over deze slag.
Er is ook een Dobó museum en de burcht van Dobó en zijn troepen.
Daarom noemen de Hongaren Ruska altijd Dobóruska. Een van de verre
afstammelingen van Istvan is in België terecht gekomen en is er overleden in 2013. (Erzsébet Dobó)